# Amastigogonus nichollsii
Amastigogonus nichollsii är en mångfotingart som beskrevs av Karl Wilhelm Verhoeff 1944. Amastigogonus nichollsii ingår i släktet Amastigogonus och familjen Iulomorphidae. Inga underarter finns listade i Catalogue of Life.